# Мортелито (Месина)
Мортелито је насеље у Италији у округу Месина, региону Сицилија.
Према процени из 2011. у насељу је живело 43 становника. Насеље се налази на надморској висини од 132 м.